# Адміністративний устрій Красноперекопського району
Адміністративний устрій Красноперекопського району — адміністративно-територіальний поділ Красноперекопського району АР Крим на 12 сільських рад, які підпорядковані Красноперекопській районній раді та об'єднують 38 населених пунктів. Адміністративний центр — місто обласного значення Красноперекопськ, що до складу району не входить.

## Список радКрасноперекопського району
| №  | Назва                         | Центр              | Населені пункти                                                | Площа км² | Місце за площею | Населення (2001), чол. | Місце за населенням |
| -- | ----------------------------- | ------------------ | -------------------------------------------------------------- | --------- | --------------- | ---------------------- | ------------------- |
| 1  | Братська сільська рада        | c. Братське        | c. Братське c. Полтавське c. Сватове                           |           |                 |                        |                     |
| 2  | Вишнівська сільська рада      | c. Вишнівка        | c. Вишнівка c. Зелена Нива c. Кріпке c. Уткіне                 |           |                 |                        |                     |
| 3  | Воїнська сільська рада        | c. Воїнка          | c. Воїнка c. Істочне                                           |           |                 |                        |                     |
| 4  | Іллінська сільська рада       | c. Іллінка         | c. Іллінка c. Воронцівка c. Курганне c. Трактове               |           |                 |                        |                     |
| 5  | Ішунська сільська рада        | c. Ішунь           | c. Ішунь c. Новорибацьке c. Пролетарка c. Танкове              |           |                 |                        |                     |
| 6  | Красноармійська сільська рада | c. Красноармійське | c. Красноармійське c. Надеждине c. Смушкине                    |           |                 |                        |                     |
| 7  | Магазинська сільська рада     | c. Магазинка       | c. Магазинка c. Богачівка c. Новоіванівка c. Новоолександрівка |           |                 |                        |                     |
| 8  | Новопавлівська сільська рада  | c. Новопавлівка    | c. Новопавлівка c. Долинка c. Привільне                        |           |                 |                        |                     |
| 9  | Орлівська сільська рада       | c. Орлівське       | c. Орлівське c. Знам'янка c. Новомиколаївка c. Шатри           |           |                 |                        |                     |
| 10 | Почетненська сільська рада    | c. Почетне         | c. Почетне c. П'ятихатка                                       |           |                 |                        |                     |
| 11 | Совхозненська сільська рада   | c. Совхозне        | c. Совхозне c. Рисове c. Таврійське                            |           |                 |                        |                     |
| 12 | Філатівська сільська рада     | c. Філатівка       | c. Філатівка c. Карпова Балка                                  |           |                 |                        |                     |

* Примітки: м. — місто, с-ще — селище, смт — селище міського типу, с. — село